# Экспресс-газета
«Экспре́сс газета» — российская еженедельная газета-таблоид, делающая главный упор на освещении светской и частной жизни знаменитостей в России и за её пределами.

## История
Выходит с ноября 1993 года. Первая газета-таблоид в России. Создавалась при участии бывшего посла СССР в Великобритании Леонида Замятина и журналиста и издателя Владимира Сунгоркина.
С первых номеров в таблоиде работали бывшие журналисты парламентской «Российской газеты», изгнанные оттуда после расстрела Верховного Совета РСФСР в октябре 93-го. Коллектив создал коммерчески успешные телегиды — «Антенна» и «Телепрограмма», которые акционеры позже продали в другие ИД.
До 2005 года издателем газеты был холдинг «ПрофМедиа», принадлежащий Владимиру Потанину. По данным за 2006 год, еженедельная аудитория «Экспресс газеты» составляла примерно 3 миллиона человек, при сертифицированном тираже одного номера в 760 тысяч.
С 2014 года «Экспресс газета» выпускает тематические спецвыпуски, ежегодное число которых сегодня достигло 20. Как правило, они ещё более интересные, трудоемкие и насыщенные, чем обычные номера.
В 2017 году тираж газеты составлял 800 тысяч экземпляров, а аудитория одного номера насчитывала 4,1 млн человек. С 2017 года издательством «Комсомольская правда» предпринимались неоднократные попытки продажи газеты.
Газета была продана новому владельцу в 2021 году — владельцу 50 печатных и электронных СМИ в 31 городе России и в Беларуси (включая региональные франшизы «Антенна-Телесемь», «Комсомольская правда» и «Аргументы и факты») Валерию Бурцеву. Накануне продажи, в 2021 году, тираж газеты составлял порядка 500 тысяч экземпляров, ежемесячная посещаемость сайта — 13 млн.
Газета публиковалась в России, странах СНГ, ФРГ, Канаде и США. Однако в ряде государств после 24 февраля 2022 года издание бумажной версии газеты приостановлено.

## Известные сотрудники
Первый главный редактор газеты — Александр Куприянов. С 1999 года — Сергей Никитин.
В 90е годы свою рубрику в газете вел  Станислав Садальский, она называлась «Скандальские новости». Шеф-редактором отдела расследований была Елена Токарева, одним из выпускающих — Ольга Белан, позже перешедшая в главреды «СПИД-Инфо». А шеф-редактором отдела спорта — Александр Козлов (в 1999—2003 годах — главный редактор издания «Советский спорт»).
С 1998 года свою персональную рубрику «Анализ вокала» в «Экспресс газете» ведёт музыкальный обозреватель Михаил Филимонов.
Журналистами в газете работают Лариса Кудрявцева (знаменитый светский фотограф) и Сергей Дадыгин (автор книг о звёздах спорта), а также Борис Кудрявов (биограф Владимира Высоцкого). Колумнистами газеты в разные годы были Анатолий Вассерман, Александр Вулых, Михаил Задорнов, Ариф Алиев.
Популярность до конца нулевых имела рубрика «КПСС» («Клуб поклонников современных сериалов»). Где была не только большая секция «барбаристов» (поклонников «Санта-Барбары»), но и миллионная аудитория фанатов бразильских сериалов. Журналисты газеты со знанием португальского несколько раз ездили в Бразилию встречаться с востребованными актёрами латиноамериканского «мыла».
Большой эффект принесла и взятая в штат режиссёр киножурнала «Ералаш» Надежда Репина. Пользуясь тем, что когда училась со многими суперзвездами, она ездила в командировки в США, где взяла десятки интервью у  знаменитых эмигрантов — Елены Соловей, Олега Видова, вдовы Савелия Крамарова и других. 

## Критика
На первом этапе развития газеты (до 1999 года) провокативные заголовки с передовиц и из отдельных статей газеты («Астероид из говна. Неопознанный вонючий объект пробил крышу нового русского», «Сперматозоид Филиппа: подвижен ли он?») часто становились объектом критики.
Российские звёзды кино, культуры и шоу-бизнеса в прошлом регулярно судились с газетой по статье «о вмешательстве в частную жизнь». Среди исковых заявителей — Александр Абдулов, Наталья Андрейченко, Сергей Безруков, Елена Ваенга, Полина Гагарина, Борис Галкин, Вера Глаголева, Мария Кожевникова, Оксана Пушкина, Инна Разумихина, Иван Усачёв. В то же время некоторые из них судебные процессы проигрывали и были вынуждены выплачивать газете неустойку.

### Репортаж с похорон Льва Рубенштейна
В январе 2024 года с сайта «Экспресс газеты» удалили репортаж с похорон поэта Льва Рубинштейна, в котором эссеиста называли «убежденным русофобом» и человеком, посвятившим жизнь «уничтожению нашей страны». Главный редактор Сергей Никитин сообщил, что текст удалили редакторы, потому что это «показалось им слишком»; о самом удалении ему сообщил «другой человек» через «третьи руки» во время утренней переписки по «другому поводу совершенно». Депутат петербургского заксобрания от «Яблока» Борис Вишневский обратится в правоохранительные органы с просьбой завести уголовное дело по статье о возбуждении ненависти или вражды (статья 282 УК).. А 29 марта того же года Борис Вишневский был признан Минюстом РФ иностранным агентом .